# Prix Première
Le prix Première est un prix décerné depuis 2007 par la RTBF, la chaîne publique de la radio et de la télévision en Communauté française de Belgique.
Ce prix est dans la continuité de son Prix littéraire des auditeurs, appelé aussi « Prix Point de Mire » et attribué de 1983 à 1993,.
Il récompense un premier roman, francophone, édité entre les rentrées littéraires de septembre et janvier.
Il est remis lors de la Foire du livre de Bruxelles.

## Lauréats
- 2007 : Houda Rouane, pour Pieds-blancs (Éditions Philippe Rey, 2006)    (ISBN 978-2-84876-062-9)[3]
- 2008 :  Marc Lepape, pour Vasilsca (Éditions Galaade, 2008)    (ISBN 978-2-35176-038-3)[4]
- 2009 : Nicolas Marchal, pour Les Conquêtes véritables (Les Éditions namuroises, 2008)    (ISBN 978-2-930378-58-9)[5]
- 2010 : Liliana Lazar, pour Terre des affranchis (Gaïa Éditions, 2009)    (ISBN 978-2-84720-147-5)[6]
- 2011 : Nicole Roland, pour Kosaburo,1945 (Actes Sud, 2011  (ISBN 978-2-7427-9482-9)[7]
- 2012 : Virginie Deloffre, pour Léna (Albin Michel, 2011  (ISBN 978-2-226-22970-0)[8]
- 2013 : Hoai Huong Nguyen, pour L'ombre douce (Viviane Hamy, 2013)  (ISBN 978-2-878-58576-6)[9]
- 2014 : Antoine Wauters, pour Nos mères (Verdier, 2014)   (ISBN 978-2-86432-745-5)[10]
- 2015 : Océane Madelaine, pour D’argile et de feu (Les Busclats, 2015)    (ISBN 978-2-36166-030-7)[11]
- 2016 : Pascal Manoukian, pour Les échoués (Éditions Don Quichotte, 2015)    (ISBN 978-2-35949-434-1)[12]
- 2017 : Négar Djavadi, pour Désorientale (Éditions Liana Levi, 2016)   (ISBN 978-2-86746-834-6)[13]
- 2018 : Mahir Guven, pour Grand frère (Éditions Philippe Rey, 2017)   (ISBN 978-2-84876-624-9)[14]
- 2019 : Alexandre Lenot, pour Écorces vives, (Éditions Actes Sud, 2018)   (ISBN 978-2-330-11376-6)[15]
- 2020 : Abel Quentin, pour Sœur (Éditions de l'Observatoire, 2019)
- 2021 : Dimitri Rouchon-Borie, pour Le Démon de la colline aux loups , (éditions Le Tripode, 2021)  (ISBN 978-2-37055-257-0)[16]
- 2022 : Mario Alonso, pour Watergang (Éditions Le Tripode)
- 2023 : Anthony Passeron, pour Les Enfants endormis (Éditions Globe, 2022)[17]
- 2024 : Sébastien Bailly, pour Parfois l’homme, (Éditions Le Tripode)[18]
- 2025 : Pauline VALADE : "Bruno et Jean" (Actes Sud)